# Condado de Trousdale
El condado de Bedford (en inglés: Trousdale County, Tennessee), fundado en 1870, es uno de los 95 condados del estado estadounidense de Tennessee. En el año 2000 tenía una población de 7.259 habitantes con una densidad poblacional de 31 personas por km². La sede del condado es Hartsville.

## Geografía
Según la Oficina del Censo, el condado tiene un área total de 303 km² (117 mi²), de la cual 295 km² (113,9 mi²) es tierra y 5 km² (1,9 mi²) es agua.

## Panorama

### Condados adyacentes
- Condado de Macon norte
- Condado de Smith este
- Condado de Wilson sur
- Condado de Sumner oeste

## Demografía
En el 2000 la renta per cápita promedia del condado era de $32,212, y el ingreso promedio para una familia era de $37.401. El ingreso per cápita para el condado era de $15,838. En 2000 los hombres tenían un ingreso per cápita de $27,466 contra $21,207 para las mujeres. Alrededor del 13.40% de la población estaba bajo el umbral de pobreza nacional.

## Lugares

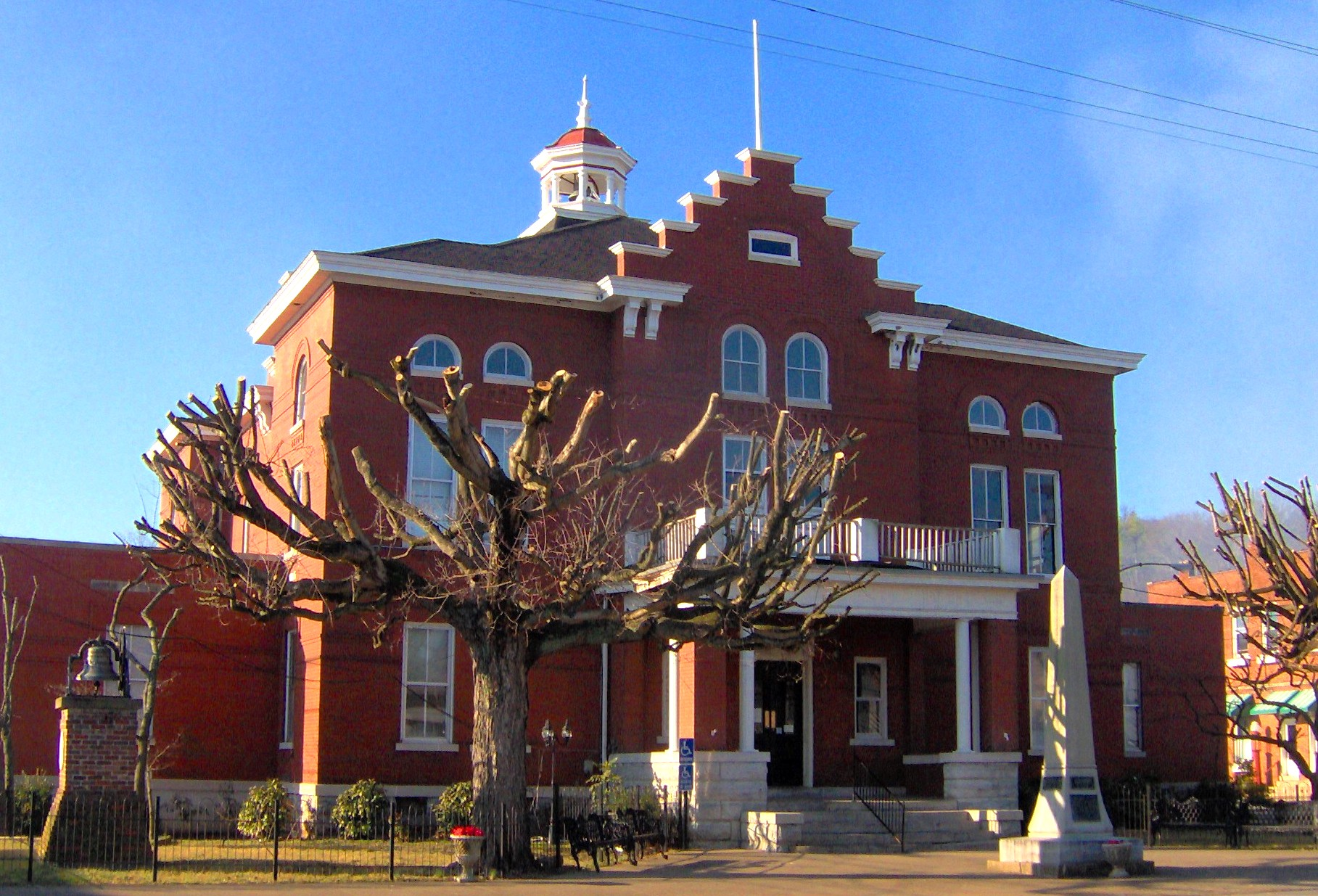
Corte del Condado de Trousdale en Hartsville.

### Ciudades y pueblos
- Hartsville, la sede del condado, es la única constituida oficialmente ciudad o pueblo en el Condado de Trousdale.

### Comunidades no incorporadas
- Barthelia
- Beech Grove
- Cato
- Gravel Hill
- Halltown
- Kings
- Providence
- Puryears Bend
- Shady Grove
- Templow
- Walnut Grove
- Willard